# Mali katechismus
Mali katechismus je prva tiskana prekmurska knjiga. Avtor je Franc Temlin, evangeličanski duhovnik, ki je Luthrov katekizem prevedel iz madžarščine leta 1715. Originalni vir je bil Győri Katechismus (Gjurski katekizem), ki so ga so izdali leta 1709. Miháo Bakoš je leta 1796 na novo izdal knjigo. Naslovil jo je Győrszki katekizmus.

## Ozadje izida
Temlin je pisal nemškim  pietistom pismo, v katerem je predstavljal svojo domačo pokrajino, govoril o duhovnem stanju in tožil o pomanjkanju knjig. Pietisti so imeli v svojem programu tudi pomoč slovanskim narodom pri utrjevanju pobožnosti z literaturo.
Mali katechimus je pripravljal v tiskarni Andreasa Zeitlerja v Halleju na Saškem. Ime prevajalca je skrito v velikih črkah anagrama: „c pro o” pomeni, da je treba črko O v besedi ZEMLO nadomestiti s C. Na ta način dobimo FINNI ZEMLC poTERE, iz česar lahko preberemo po TEMLIN FERENCZI. Na to, da je njegovo ime skrito v anagramu, je prevajalec opozoril v zadnjem stavku predgovora.